# سوبارتو
سوبارتو (زبان اکدی|𒋗𒁈𒌷 Šubartum/Subartum/ina Šú-ba-ri، زبان آشوری باستان|مات Šubarri) یا سوبار ، الگو:زبان اوگاریتی) در ادبیات عصر برنز ذکر شده است. این نام همچنین به صورت «سوباری» در نامه‌های آمارنا و به شکل «Šbr» در اوگاریت ظاهر می‌شود.
سوبارتو ظاهراً پادشاهی در جزیره (بین‌النهرین) در بالای رود دجله بوده و بعدها به منطقه‌ای از بین‌النهرین اشاره می‌کرد. بیشتر محققان معتقدند که سوبارتو نام اولیه برای مردمان بین‌النهرین شمالی در امتداد دجله و مناطق غربی آن است، اگرچه نظرات دیگری نیز وجود دارد که آن را کمی شرقی‌تر و/یا شمالی‌تر قرار می‌دهند. مکان دقیق آن هنوز شناسایی نشده است.
از دیدگاه امپراتوری اکد، سوبارتو نشان‌دهنده افق جغرافیایی شمال بود، همان‌طور که آمورو، عیلام و سومر به ترتیب نشان‌دهنده «غرب»، «شرق» و «جنوب» بودند و به عنوان اصطلاحی برای معنی «شمال» عمل می‌کرد.

## نام شناسی
نام سوبارتو در سنگ نبشته‌های سومری به صورت سوبور (Subur) و در متون زبان اکدی به صورت شوبارتو (Šubartu) ثبت شده است.

## تاریخچه

موقعیت احتمالی سوبارتو در نقشه خاور نزدیک باستان.

نخستین اشاره‌ها به «چهار منطقه» توسط پادشاهان اکد، از سوبارتو به عنوان یکی از این مناطق در اطراف اکد نام برده‌اند، در کنار مارتو، عیلام و سومر. به نظر می‌رسد سوبارتو در نخستین متون تاریخی، کشاورزان ساکن کوهستان‌ها بوده‌اند که اغلب برای برده‌داری مورد حمله قرار می‌گرفتند.
اناتوم از لاگاش گفته شده که سوبارتو یا شوبور را شکست داد و این منطقه به عنوان یکی از استان‌های امپراتوری لوگال-آن-موندو فهرست شده است. در دوره‌ای بعدتر، سارگون اکدی به سوبار لشکرکشی کرد و نوه‌اش نارام-سین اکدی سوبار را در کنار آرمانی - که با حلب شناسایی شده‌است - در فهرست سرزمین‌های تحت کنترل خود آورد. ایشبی-ارا از ایسین و حمورابی نیز ادعای پیروزی بر سوبار را داشتند.
سه نامه از نامه‌های آمارنا مربوط به قرن چهاردهم پیش از میلاد - مکاتبات اکدی به خط میخی که در مصر یافت شده‌اند - به «سوباری» به عنوان یک مکان جغرافیایی اشاره می‌کنند. همه این نامه‌ها خطاب به آخناتون هستند؛ در دو نامه (EA 108 و 109)، ریب-هدا، پادشاه بیبلوس، شکایت می‌کند که عبدی-آشیرتا، حاکم آمورو، اسیران را به سوباری فروخته است، در حالی که نامه دیگر (EA 100) از شهر ارقاته، نیز به انتقال کالاهای غنیمتی به سوباری اشاره دارد.
همچنین در قرن هشتم پیش از میلاد در «اشعار ارا» (IV، 132) به «سوبارتو» اشاره شده است، در کنار دیگر سرزمین‌هایی که بابلی‌ها را آزار می‌دادند در دوران بابل نو (در زمان نبوپولاسار، نبوکدنصر دوم و نبونعید).
به نظر می‌رسد سوبارتو در حوزه نفوذ عمومی هوری‌ها قرار داشته‌است.

### دوره سومری
اولین اشاره‌ها به سوبارتو در دوره سلسله‌های نخستین سومری (حدود ۲۹۰۰–۲۳۵۰ پ.م) دیده می‌شود.

### دوره اکدی
در زمان سارگون اکدی، سوبارتو بخشی از امپراتوری اکد شد.

## فرهنگ
مهم‌ترین ویژگی‌های فرهنگی سوبارتوها:
- معماری پیشرفته شهری[۱۱]
- سیستم‌های آبیاری
- هنر فلزکاری